# Kaple Panny Marie (Pohořelice)
Kaple Panny Marie je součástí zámeckého areálu obce Pohořelice. Malá kaple je se zámkem spojena stromovou alejí dlouhou přibližně 200 metrů. Stavba byla navržena významným arcibiskupským stavitelem Gustavem Merettou.

## Historie
První zmínka o obci Pohořelice u Napajedel pochází z roku 1255, kdy ji vlastnil vladyka Holáč z Pohořelic. Přesné datum založení sídla není doloženo kvůli nedostatku písemných pramenů. Na základě nepřímých důkazů se usuzuje[zdroj?], že v 16. století nechali následovníci Holáče vybudovat novou tvrz jako náhradu za původní tvrz v Podhradí, která zanikla koncem 15. století.
Od roku 1804 do roku 1948, tedy téměř jedno a půl století, se majiteli pohořelického panství stal významný český šlechtický rod Šternberků. Malenovické panství, pod které od 17. století spadá i panství v Pohořelicích, odkoupil hrabě Leopold ze Šternberka od Antonie Salm-Neuburg, provdané hraběnky Černínové. Za své sídlo si hrabě Leopold zvolil zámek v Pohořelicích.
Po smrti hraběte Leopolda v roce 1858 bylo dědictví rozděleno mezi syny Jaroslava a Leopolda. Starší syn Jaroslav (1809–1874) zdědil svěřenecké české statky Častolovice a Zásmuky. Panství v Malenovicích a v Pohořelicích získal mladší Leopold (1811–1899), který po smrti bratra Jaroslava zdědil i jeho statky české.
Za Leopolda došlo k významnému rozvoji pohořelického sídla. Rozšířil zámecký areál parku směrem na západ a nechal v této část vybudovat kapli Panny Marie. Malou kapli, která byla od zámku vzdálena přibližně 200 metrů, spojovala se zámkem stromová alej. Stavba byla navržena významným arcibiskupským stavitelem Gustavem Merettou. Výstavba započala roku 1882 a následujícího roku byla kaple dokončena. Podle místního kronikáře byla kaple postavena na památku Leopoldovy manželky, hraběnky Aloisie (Louisy), rozené Hohenlohe, po její smrti.
Hrabě Leopold zemřel v roce 1899 ve věku 88 let, majetek po hraběti zdědil starší syn Leopold. Ten si ale za své sídlo zvolil Častolovice a to pohořelecké nebylo až do roku 1930, kdy se zpět nastěhovali synové František a Jaroslav, využíváno. Jaroslav zemřel v roce 1943 a zámek udržovala až do roku 1950 vdova Marie. V tomto roce byl celý zámecký areál i s přilehlými zahradami znárodněn. Od té doby bylo pohořelické panství zanedbáváno a zámek s kaplí začal postupně chátrat.
Kaple se dočkala rekonstrukce v roce 2012 a slouží jako minimuzeum. Do budoucna je plánováno doplnění oken vitrážemi podle původních návrhů z 19. století, včetně motivu Panny Marie Lurdské v průčelním okně apsidy. Plánována je rovněž úprava bezprostřední okolí kaple podle původních historických půdorysů.[zdroj?]
V současnosti je kaple dočasně uzavřena veřejnosti. Konají se zde pouze mimořádné akce organizované obcí Pohořelice.

## Popis
Kaple byla původně plánována jako čtvercová stavba, v průběhu stavby však došlo k prodloužení hlavní lodi do obdélníkového tvaru s malou obdélníkovou předsíní, ukončeného půlkruhovou polygonální (trojbokou) apsidou.

### Exteriér
Kaple má bílou fasádu s vyrytými detaily napodobujícími cihlovou skladbu. Nízký přízemní sokl a předsazená římsa, obíhající celou fasádu kaple v úrovni zkoseného okenního parapetu, je zvýrazněn pískově béžovou barvou, stejně jako detaily kolem oken a rozet.
Podpěrný systém celé stavby je tvořen osmi nosníky ústícími ve věnci střechy, které se do fasády propisují jako deset jednoduchých, odstupňovaných, stříškou krytých podpůrných pilířů vtažených do zdí. Ve vstupním průčelí kaple lze vidět půdorysně a fasádově oddělenou předsíň s vlastní sedlovou střechou a jednoduché rozetové okno s motivem osmicípé kazety/osmicípého listu, které se však nepropisuje do interiéru.
Po stranách kaple se nachází 5 identických gotických oken v litých rámech, nad nimiž jsou menší zaslepené rozety s motivem trojlistu. Hlavní loď a apsida jsou zastřešeny střechou sedlového typu, napojené na trojboký přístřešek apsidy. Střecha je pokryta šindelem v šedé a cihlové barvě, tvořící dekorativní vzor.

### Interiér
Interiér kaple je zaklenut křížovými klenbami v prostoru předsíně a hlavní lodi, dosahující výšky 5,45 m. Polygonální gotický presbytář je také z části pokryt křížovou klenbou, druhou část zaklenutí presbytáře tvoří paprsčitá klenba s jednoduše profilovaným žebrovím. Svorníky, kterými vrcholí klenební žebra, jsou zdobeny osmicípou hvězdou, erbovním znakem pánů z rodu Šternberků. Z prostředního ze tří svorníků je do prostoru kaple svěšen zdobný lustr. Jednoduše profilovaná klenební žebra jsou svedena do sloupových hlavic zdobených vegetabilním dekorem. Nečleněné přípory kaple pokračují až k podlaze, kde jsou zakončeny zdobným talířkem a jednoduchou krychlovou patkou.
Interiér je rámován dvěma postranními okny a dalšími třemi stejnými okny ve zdech presbytáře. Skla oken jsou zdobena malovanou vitráží a vrcholí jeptiškou s motivem trojlistu. Podokenní předsazená římsa obíhající fasádu z venku se propisuje i do interiéru.

## Galerie

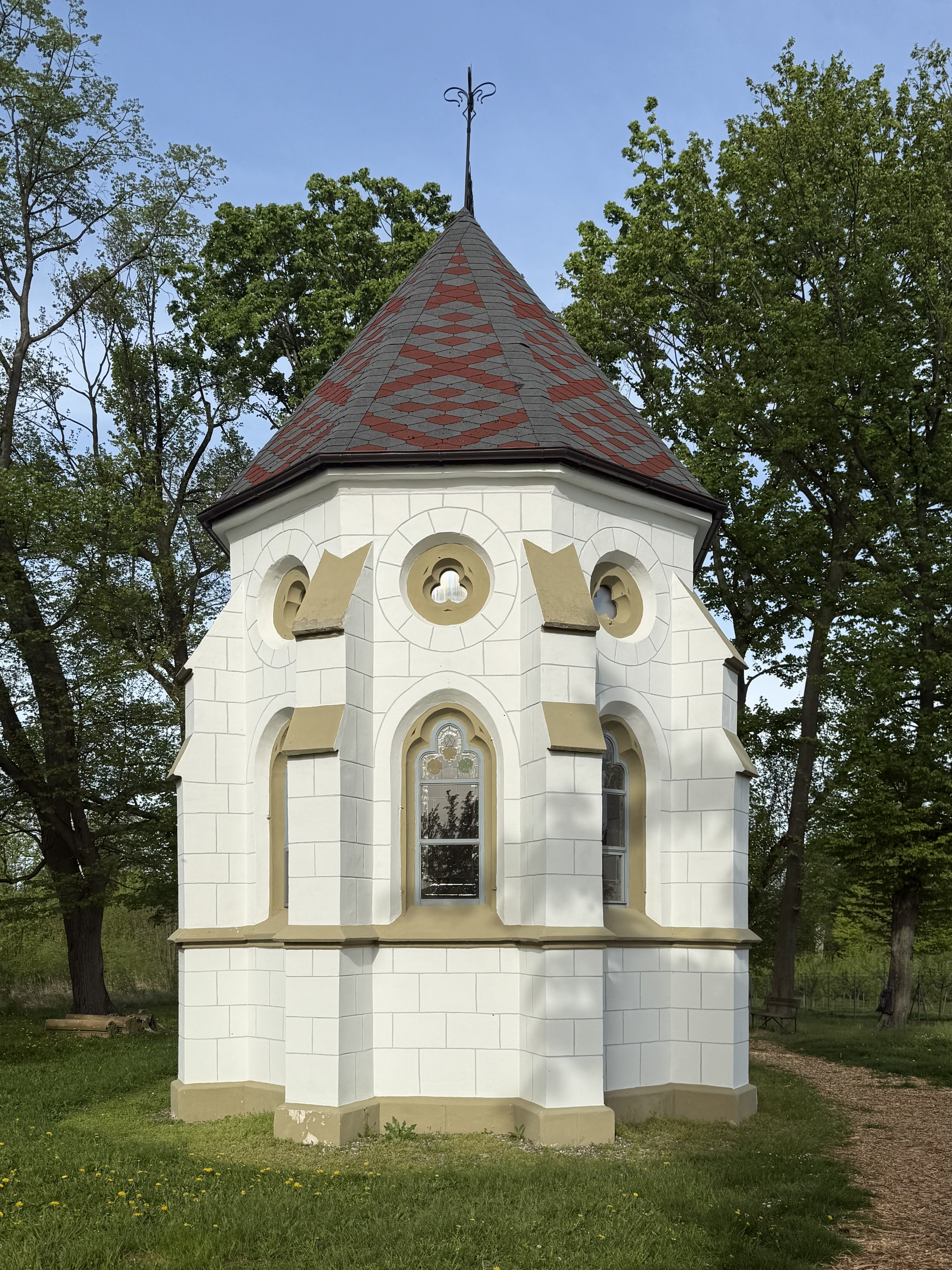
Apsida kaple Panny Marie v Pohořelicích
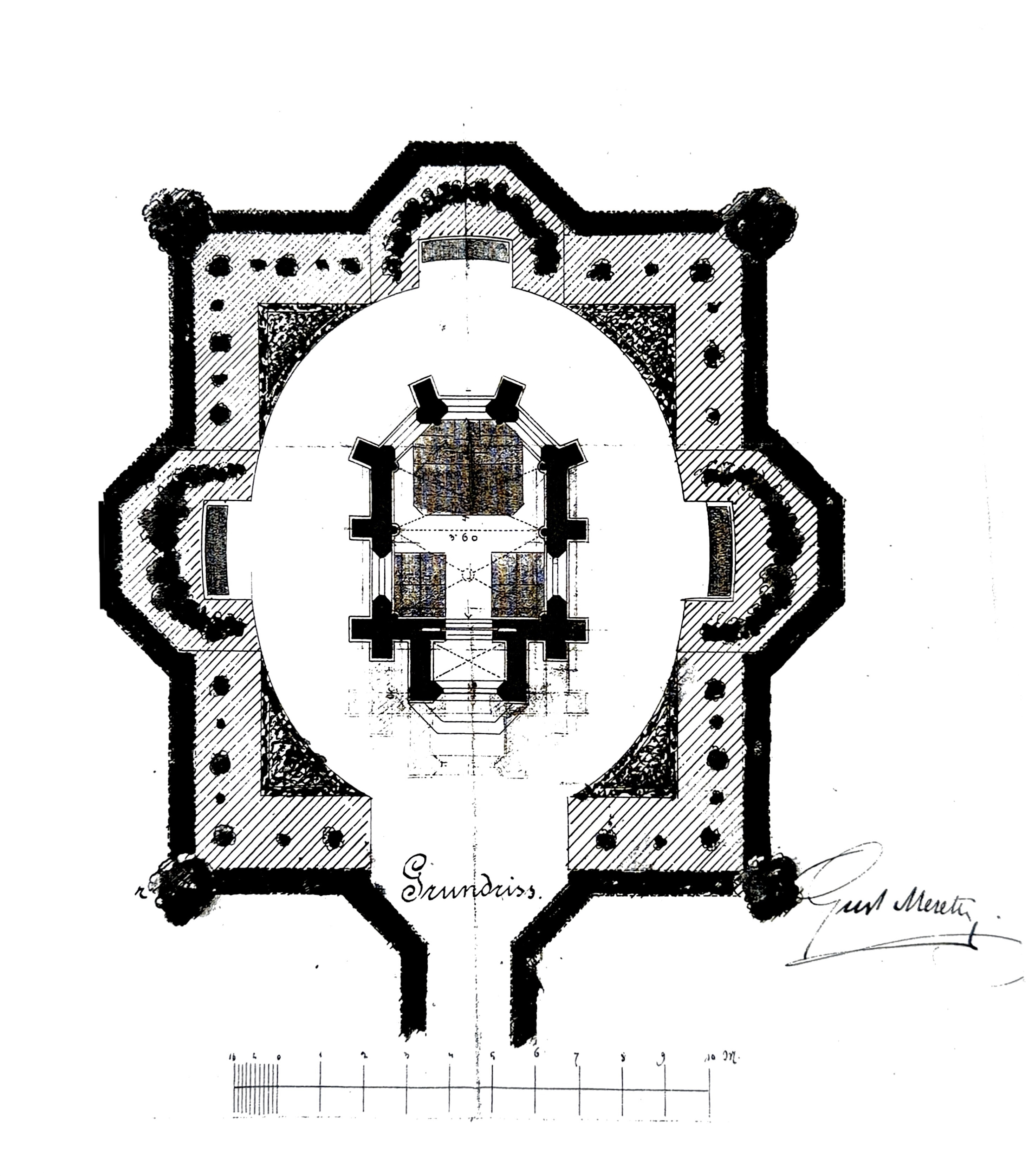
Původní půdorys kaple Panny Marie architekta G. Meretty
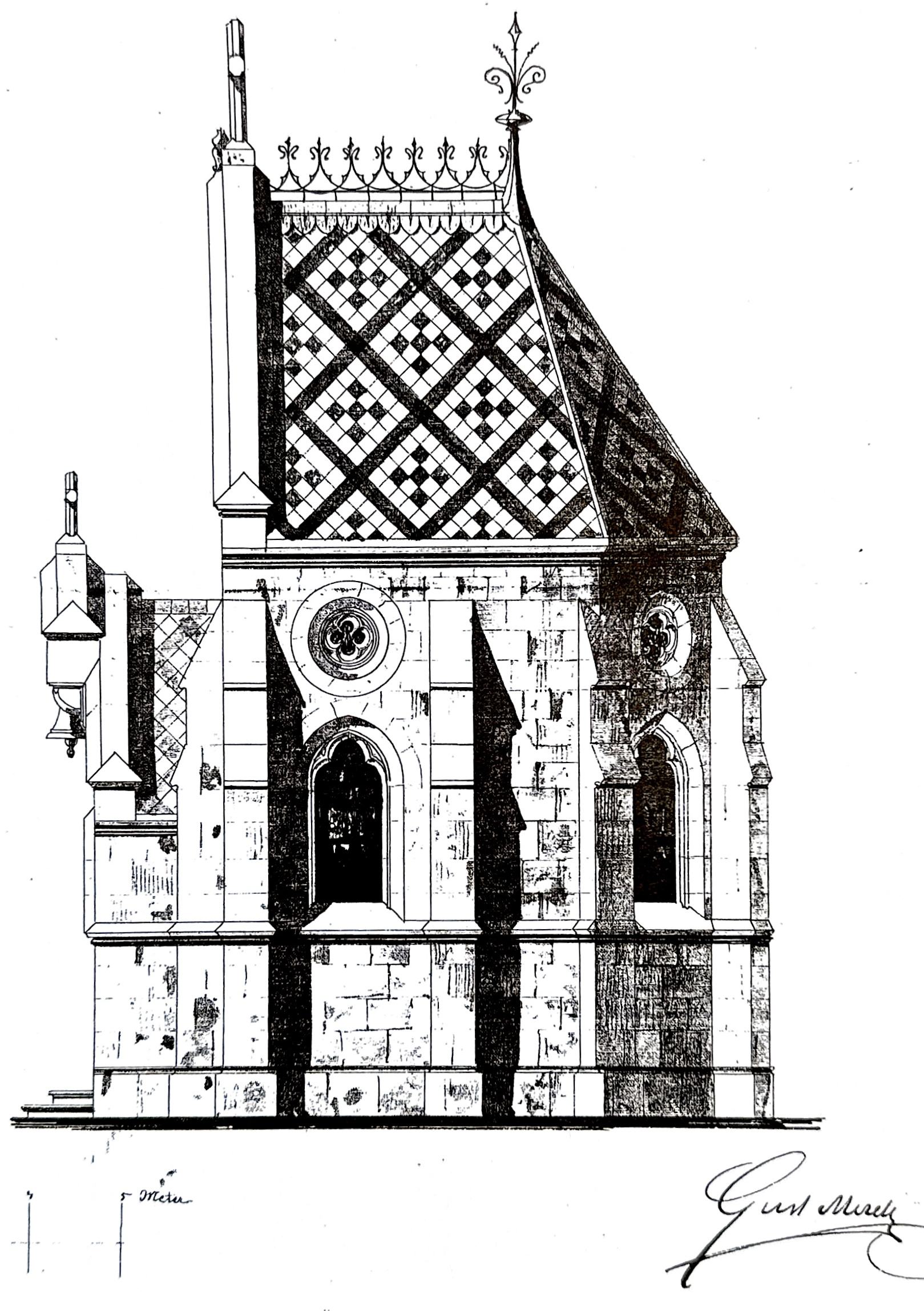
Původní pohled na boční stranu kaple Panny Marie architekta G. Meretty
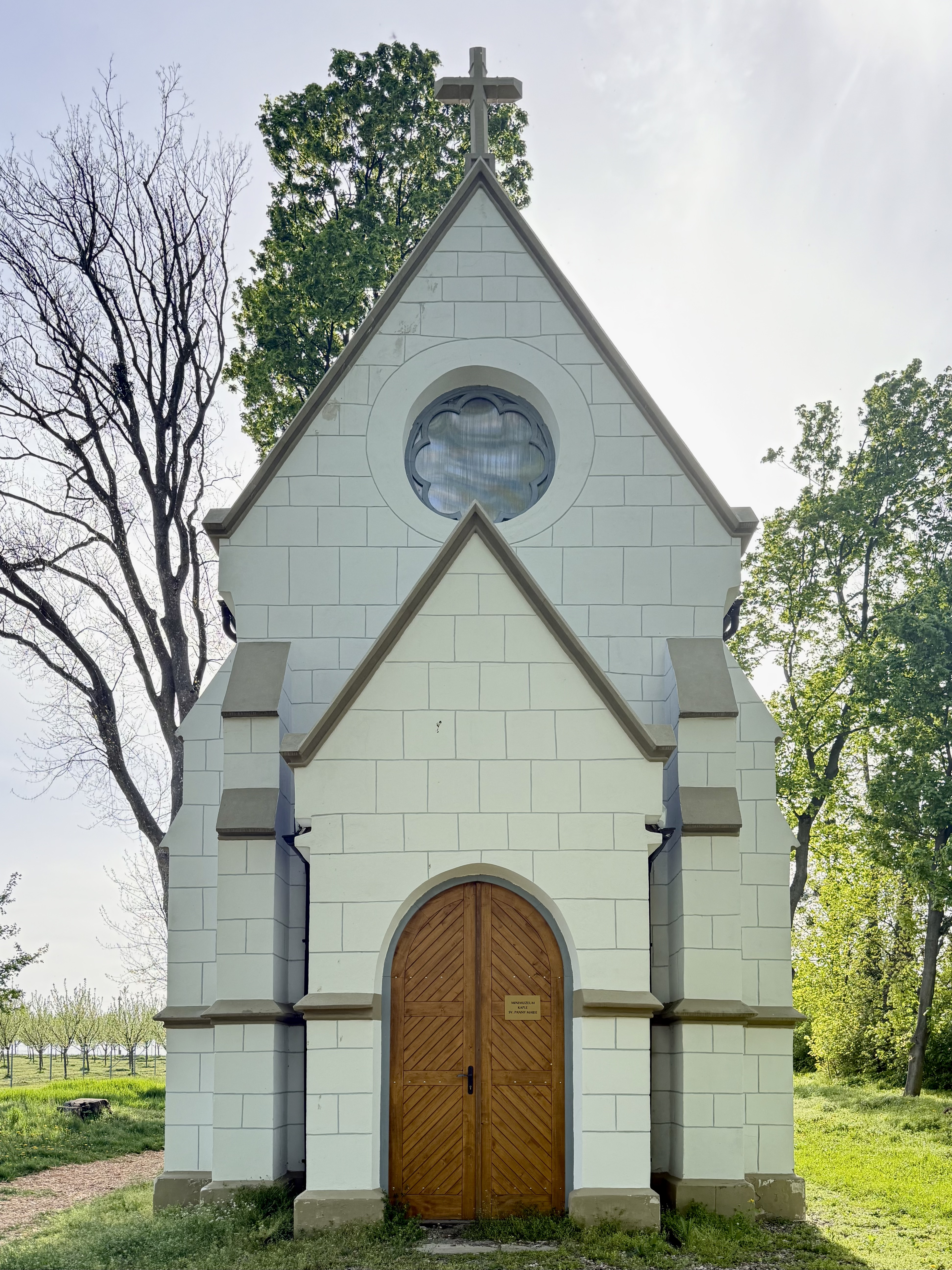
Průčelí kaple Panny Marie v Pohořelicích
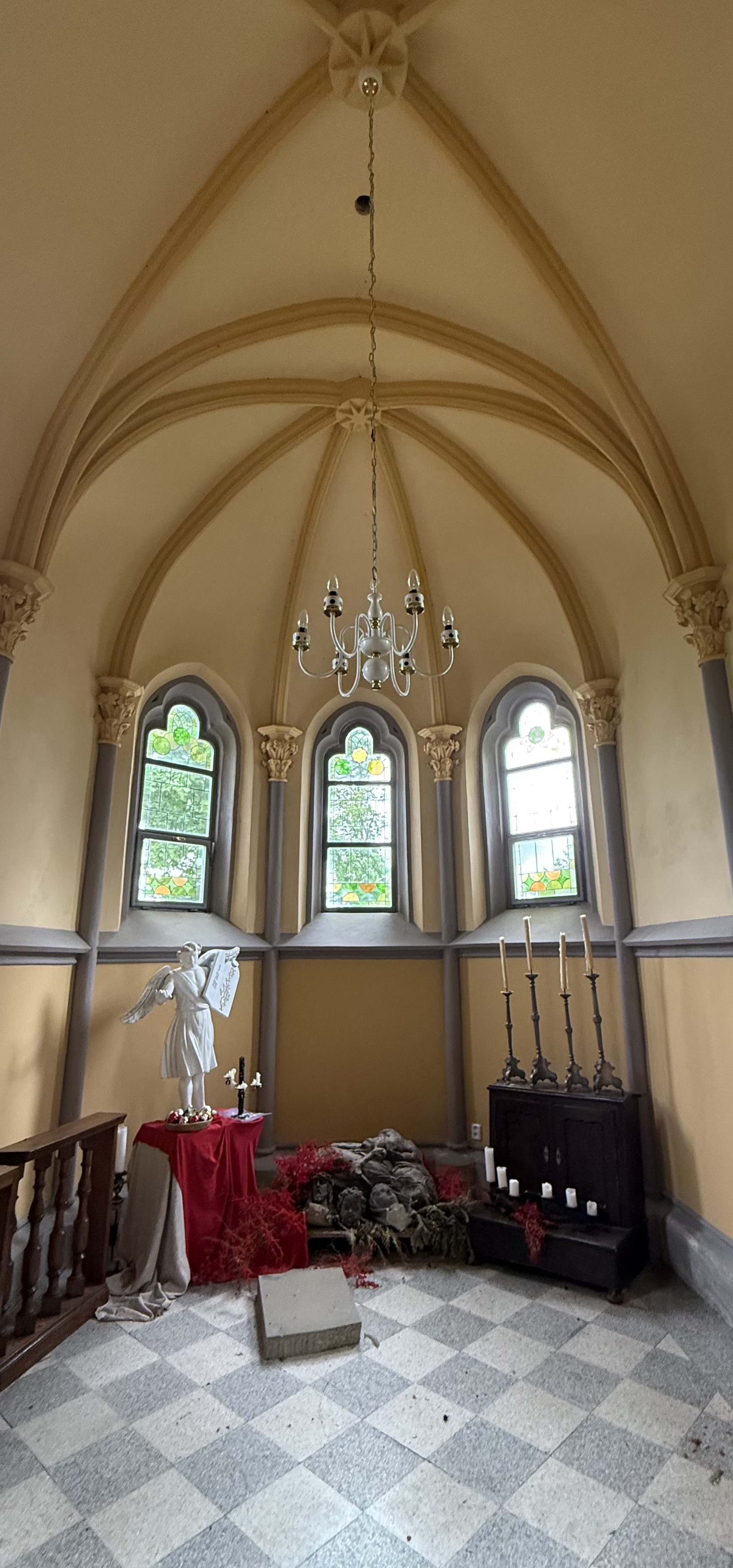
Presbytář kaple Panny Marie v Pohořelicích
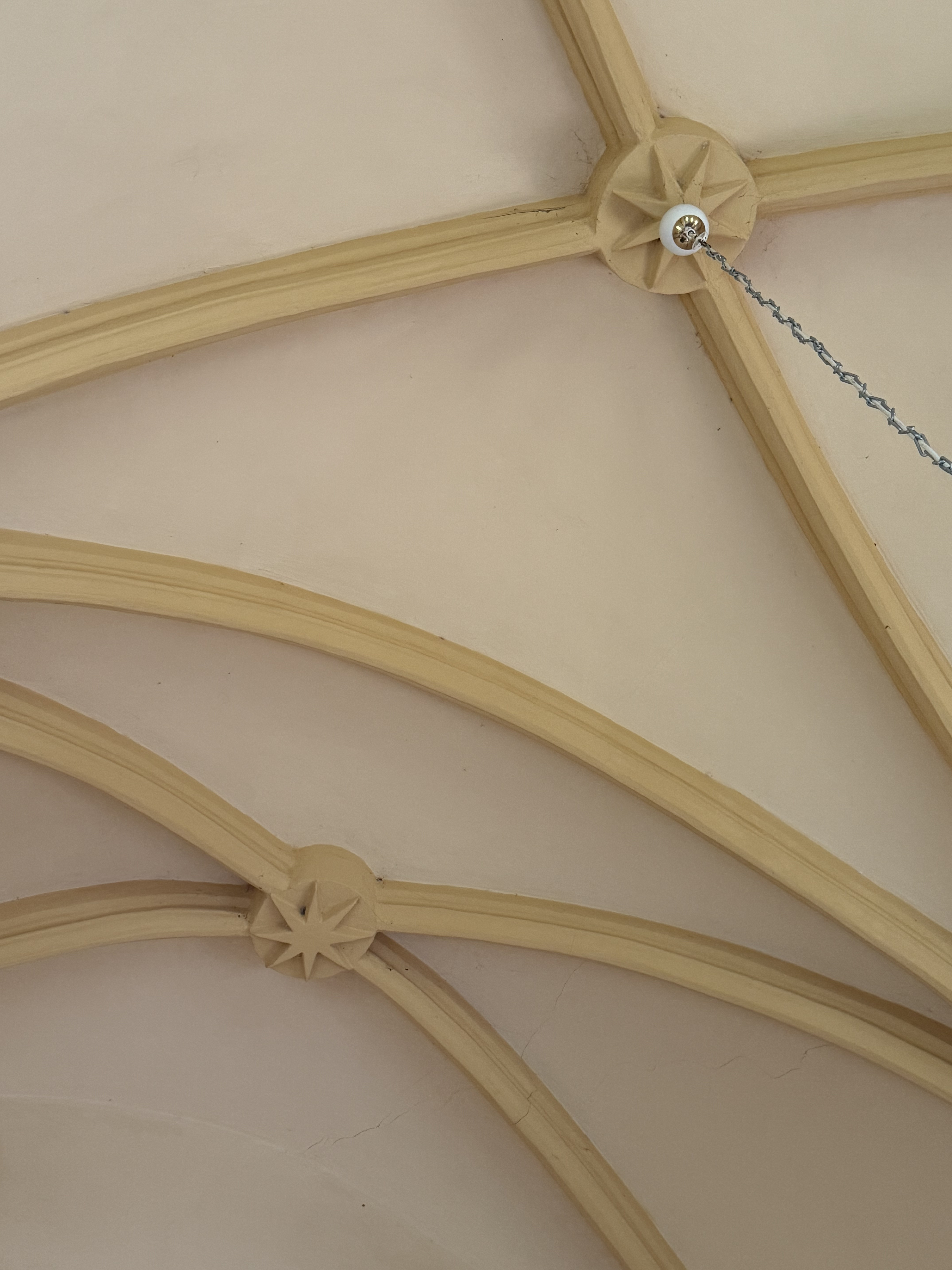
Klenba a svorník kaple Panny Marie v Pohořelicích
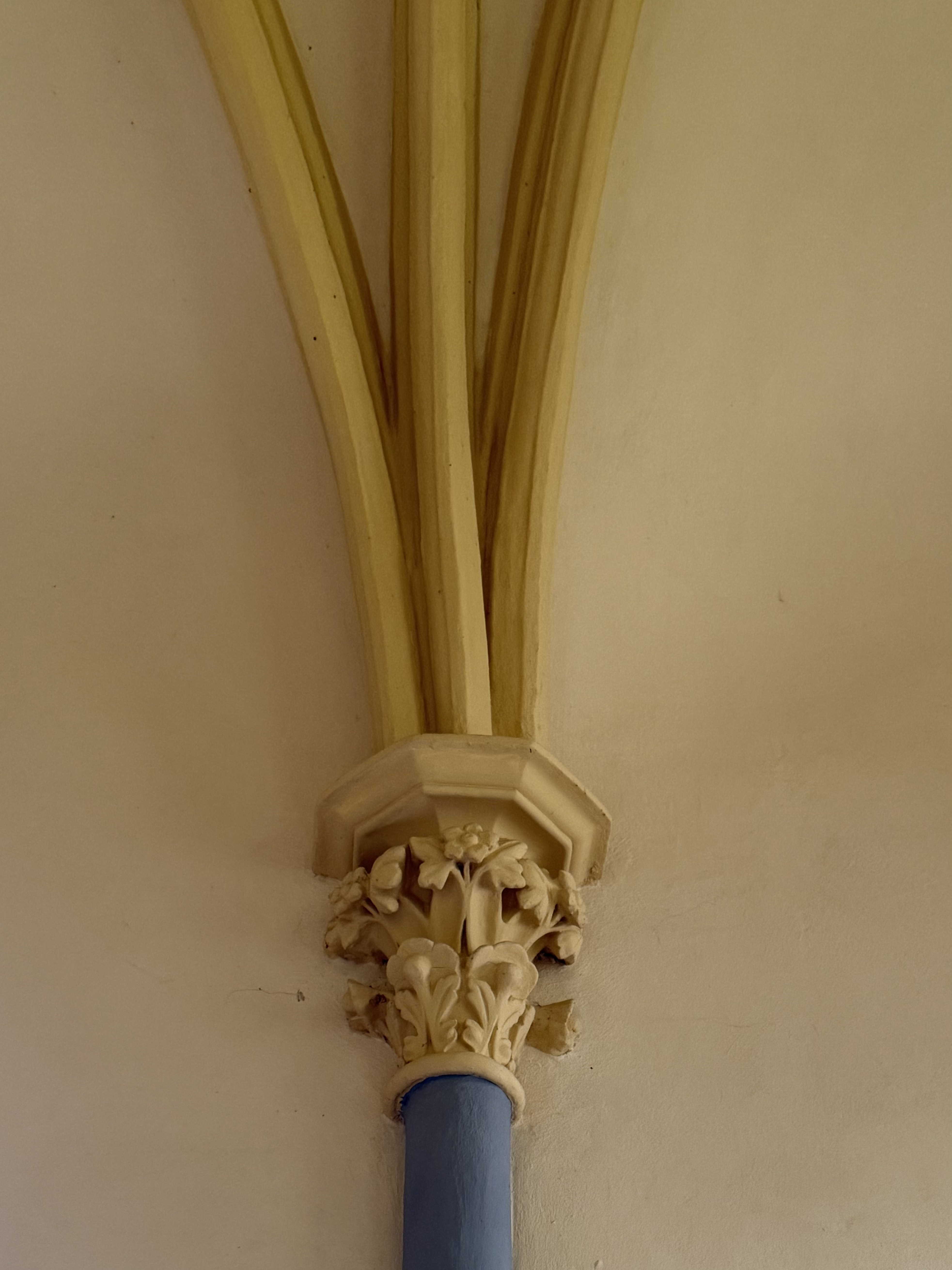
Sloupová hlavice